# Ърнест Винсънт Райт
Ърнест Винсънт Райт (на английски: Ernest Vincent Wright) (1873–1939) е американски писател, известен най-вече с книгата си „Гадсби“ (1939), състояща се от над 50 000 думи, без да е използвана буквата „е“ . Правописът на думите е спазен и текстът е граматически правилен. Райт умира в деня на публикуването на „Гадсби“, на 66-годишна възраст.
Райт е автор на още три книги:
- The Wonderful Fairies of the Sun (1896)
- The Fairies That Run the World and How They Do It (1903)
- Thoughts and Reveries of an American Bluejacket (1918)